# William Leushner
William David Franz „Bill“ Leushner (* 27. November 1863 in Innisfil, Kanada; † 25. Oktober 1935 in Buffalo, New York) war ein US-amerikanischer Sportschütze.

## Erfolge
William Leushner nahm an den Olympischen Spielen 1908 in London und 1912 in Stockholm teil. Mit dem Armeegewehr war er 1908 Teil der US-amerikanischen Mannschaft, die über sechs verschiedene Distanzen vor Großbritannien und Kanada Olympiasieger wurde. Neben Leushner gewannen außerdem Kellogg Casey, William Martin, Charles Winder, Ivan Eastman und Charles Benedict die Goldmedaille. Mit 430 Punkten war er der beste Schütze der Mannschaft. In der Einzelkonkurrenz erreichte er mit dem Freien Gewehr auf 1000 Yards den elften Rang. Vier Jahre darauf ging er in sieben Disziplinen an den Start und gewann dabei drei Medaillen. Im Wettbewerb mit dem Kleinkalibergewehr über 25 m auf ein verschwindendes Ziel wurde er in der Mannschaftskonkurrenz neben Frederick Hird, William McDonnell und Warren Sprout ebenso Dritter wie auch in der Liegend-Position mit dem Kleinkaliber an der Seite von Frederick Hird, Carl Osburn und Warren Sprout. In den Einzelwettbewerben belegte er im liegenden Anschlag Rang sieben und auf das verschwindende Ziel Rang 24. In der Mannschaftskonkurrenz auf den Laufenden Hirsch war Leushner mit 38 Punkten der zweitbeste Schütze der US-amerikanischen Mannschaft, mit der er den zweiten Platz hinter der schwedischen und vor der finnischen Mannschaft erreichte. Neben Leushner sicherten sich Walter Winans, William Libbey und William McDonnell den Gewinn der Silbermedaille. Die Einzeldisziplinen schloss er auf dem neunten Platz im Einzelschuss und dem 15. Platz im Doppelschuss ab.
Leushner wuchs in Kanada auf und zog im Alter von 16 Jahren nach Buffalo, wo er drei Jahre später der Nationalgarde beitrat. Während der Olympischen Spiele 1908 bekleidete er den Rang eines Sergeants und stieg bis zum Ende seiner Laufbahn zum Lieutenant Colonel auf. Er nahm im Rahmen der Mexikanischen Expedition an Kampfhandlungen teil und diente während des Ersten Weltkrieges als Schießtrainer in Camp Perry.